# あめんぼぷらす
あめんぼぷらす（英語: AmenboPlus）は、日本の男性2人組YouTuber。メンバーは、しょーた（羽谷勝太）とおまつ（松井尚斗）。主に「野球部あるある」や「野球部員のルーティン」など野球部を舞台にしたコメディドラマを投稿している。GROVE所属。

## 概要
2018年11月に活動を開始。サボり部員（しょーた）と監督（おまつ）の掛け合いが特徴となっている。愛称は「あめぷら」。
2020年7月1日にチャンネル登録者数10万人を達成。
2021年9月24日には初のエッセイ本「ネガティブな毎日をポジティブに変換 もっと自由に駆け抜けろ!」を発売。
2022年7月13日から「フラッパー増刊コミックアルナ（KADOKAWA）」にてYouTubeチャンネルで描いているあめぷら野球部が「だるい野球部はサボりたい　背番号よりオフをくれ！」として漫画化され連載されている。
2022年7月25日にチャンネル登録者数100万人を達成した。
2022年12月6日に、YouTubeが発表した『2022年度日本のYouTube年間ランキング』にて、2022年内で登録者数を大きく伸ばしたチャンネルを選ぶ国内トップ登録者増加クリエイター部門で7位となった。
2022年より、おまつは作家・松井尚斗として、しょーたは俳優・羽谷勝太としても活動を広げている。
2023年3月6日にチャンネル登録者数150万人を達成した。
2023年7月16日には初の楽曲「カイホウエクササイズ」をリリース。歌詞には「カイホウ」という歌詞も含まれており、YouTube音楽急上昇1位、YouTube MUSIC VIDEOチャート5位などにランクインし話題となった。
2023年7月から2人の出身である大阪府枚方市のPR大使を務めている。
2024年9月14日にオリジナルで2曲目となる楽曲「キショノックエクササイズ」をリリース。YouTube音楽急上昇11位などにランクイン。　　　　　　　　　　　　(11月1日現在122万回再生）

## メンバー
おまつ（本名：松井 尚斗〈まつい なおと〉、1996年〈平成8年〉5月22日 - ）
監督役（2023年時点）
大阪府枚方市出身。
血液型はA型。
あめんぼぷらすの動画の構成・脚本を担当している。
代表を務める株式会社壱松エンターテインメントで、YouTubeチャンネル「バイトな日常」「悪いが今は青春中」「サラリーマンな日常【あるある】」「本日もスーパーにて。」、TikTok「不運なマッチョ」、Instagram「パートな日常」他を制作・運営している。
2022年7月から毎月発売している「コミックアルナ」（KADOKAWA）で『だるい野球部はサボりたい 背番号よりオフをくれ！』の原作を担当している。
2023年2月16日には初の小説「宇宙に花火を。」（KADOKAWA）を出版。
大阪出身ながら読売ジャイアンツのファンである。
しょーた（本名：羽谷 勝太〈はたに しょうた〉、1996年〈平成8年〉7月23日 - ）
しょーた（サボり部員）役、学園長役（2023年時点）
大阪府枚方市出身。
血液型はO型。
小学4年生から大学4年生までの12年間野球を続けていた。
2022年5月、こくみん共済 coop ホール／スペース・ゼロにて上演された舞台「アオアシ」で俳優デビュー。
2022年9月発売の「GIANNA BOYFRIEND」でモデルデビュー。
2023年2月からはデジモンの新プロジェクト『DIGIMON SEEKERS』で実写トレイラー映像の主人公・エイジ役を演じている。
2023年10月15日から放送されているTBS日曜劇場「下剋上球児」に星葉高校の児玉拓海役として出演している。

## ドラマ内の登場人物
主要人物
監督
本名：おまつ（松井尚斗）
出演名：監督（部員からの一時期の呼称はホイ助）
年齢：不明（設定上子供を持っている。）
職業：野球部顧問
　監督。やや怒りっぽい。特徴はサングラスをいつもかけておりポーチを大事にしている。部員（3年のしょーたなど）にバカにされており、部員全員、学園長、OB会長、果ては合宿の際に貸し切ったバスの運転手にも嫌われている。
　独自の野球理論「溜めて解放」をチームの軸として指導しているが、練習試合で普段では起こりえないスコアで大敗してしまう事もある。
　「害悪サクッと排除プログラム」を行ったり、サボり部員のしょーたにサボりを許容するような取引を持ちかける、激怒した際には体罰も辞さないなど教育者として道徳に欠ける部分はあるものの、信念を持った行動も多く、部員やトレーナーを守るために自らが犠牲になろうとする一面もみられる。
　学園長が苦手。
しょーた
演：しょーた（羽谷勝太）
年齢：21 - 22歳（大学3年生）
職業：大学生
　あめぷら大学野球部3年生。三塁手、投手。1年生の頃は真面目で、サボりについても良いものではないという認識を持っていたが、現在では部内1のサボり部員となっている。野球については天才的で、守備・走塁・打撃の全てが優れており、打撃においては長打から単打まで打てる。
　監督の「溜めて解放」理論や指導方法に猛反発しており、それがサボりの原因の一つになっている。
　自分の野球の才能や部員を利用して監督からの評価を上げることがある。
強豪校シリーズ
しょーたの代がまだ1年時代のころの野球部を映したシリーズ。このシリーズでは主な主演がしょーたや監督ではなく、当時3年生のチームの主将ハセベ、同じく3年生のエリザワ、ホリザキ、カナヤマらの4人が中心になっている。「強豪校」というのは、数年前のあめぷら大学は何度か全国大会に出場したという事から。強豪校シリーズではチームは「今年こそ日本一」という目標を掲げているが、最近では全国大会には出れていない。
ハセベ(長谷部　健太)
演：小野原幸一
年齢：21 - 22歳（大学3年生）
職業：大学生
強豪校シリーズ時のあめぷら大学野球部の主将。ポジションは右翼手。後輩からは頼れる存在でチームを引っ張っている。時に厳しく、時に優しく後輩の指導もする。引退後は同チームのコーチとして活動している。好きな女性のタイプは家庭的な人。
エリザワ（襟澤　悠）
演：井上遥斗
年齢：21 - 22歳（大学3年生）
職業：大学生

## 書籍
- ネガティブな毎日をポジティブに変換 もっと自由に駆け抜けろ![18]（2021年9月24日発売、KADOKAWA）ISBN 978-4046054319（あめんぼぷらす）
- 著者奥嶋ひろまさ『コミックアルナ』2022年8月号（創刊号[19]） - ）「だるい野球部はサボりたい 背番号よりオフをくれ！」連載中（原作：おまつ）
- 著者奥嶋ひろまさ『だるい野球部はサボりたい 背番号よりオフをくれ！』[20]（2022年12月16日発売、KADOKAWA）ISBN 978-4046820259（原作：松井尚斗）[21]
- 「小説新潮3月号[22]」画面のなかの、"あの人"の一日（おまつ）
- 著者奥嶋ひろまさ『だるい野球部はサボりたい 背番号よりオフをくれ！』（2023年6月14日発売、KADOKAWA）（原作：おまつ）
- 著者奥嶋ひろまさ『だるい野球部はサボりたい 背番号よりオフをくれ！』（2023年11月15日発売、KADOKAWA）（原作：おまつ）
- 『宇宙に花火を。』（2024年2月16日発売、KADOKAWA）

## 音楽
- カイホウエクササイズ（作詞作曲、チバニャン[23]）
- キショノックエクササイズ（作詞作曲、チバニャン）

## 出演

### ドラマ
- ハイエナ 第3話（2023年11月3日  、テレビ東京） - （しょーた）
- 下剋上球児（2023年10月15日 - 、TBS 日曜劇場） - 児玉拓海 役（しょーた）
- 君とゆきて咲く〜新選組青春録〜（2024年4月24日〈予定〉 - 、テレビ朝日） - 南無之介役（しょーた）

### 映画
- TOKYO, I LOVE YOU（2023年11月10日公開） - ハル役（しょーた）

### テレビ
- 全力坂（2023年10月19日・11月2日、テレビ朝日）（しょーた）

### ウェブ
- A2Z 第10話（2023年2月3日 - 、Amazon Prime Video） - （しょーた）
- 「Tokyo 30s Lady. - 大人の愛のトリセツ - with anan」#3「結婚とキャリア」（2023年12月30日 - 、AbemaTV） - （しょーた）

### 雑誌
- GIANNA BOYFRIEND[11]- レギュラーモデル（2022年9月 - 、ナンバーセブン）（しょーた）
- FINEBOYS[24]（2022年9月、日之出出版）（しょーた）
- FINEBOYS（2022年10月、日之出出版）（しょーた）
- FINEBOYS（2022年8月、日之出出版）（しょーた）
- FINEBOYS（2022年9月、日之出出版）（しょーた）

### ミュージックビデオ
- 鈴木鈴木「1番近くで[25]」（しょーた）
- GReeeeN「WONDERFUL[26]」（しょーた）

### 舞台
- アオアシ（2022年5月18日 - 2022年5月22日、こくみん共済 coop ホール／スペース・ゼロ）- 金田晃教役（しょーた）[27]
- アルブス・リベリオン－異説・坂本龍馬録－（2022年7月13日 - 2022年7月17日、新宿村LIVE）- 白橡役（しょーた）[28]
- コントライブ『区立すーぱーうるとらスゲェふぁいやーこんと小学校ざ・ふぁいなる[29]』（2022年8月31日 - 9月4日、スクエア荏原ひらつかホール）（しょーた）[30]
- 天竺生地 vol.1（2022年10月2日、バルスタジオ）（しょーた）

### CM・広告
- 「DIGIMON SEEKERS[31]。」実写トレイラー映像（2023年2月12日） - 主演：エイジ 役[12]（しょーた）
- めちゃコミック（めちゃコミ）「めちゃコミックで恋をしよう。」（しょーた）
- 三井住友銀行「【Olive】Oliveな人 羽谷勝太さん篇」2023年（しょーた）

### PR・キャンペーン
- 枚方市PR大使（2023年7月20日 - ）[32]（あめんぼぷらす）

### イベント
- 「あめぷら野球部緊急ミーティング 〜漫画単行本が発表決定したから買いに来んかいバカタレが〜」（2022年12月17日、角川本社ビル）（あめんぼぷらす）
- 『だるい野球部はサボりたい背番号よりオフをくれ！』最新巻発売記念トーク＆サイン会（2023年10月18日、角川本社ビル）（おまつ）
- 映画「TOKYO,I LOVE YOU」公開記念舞台挨拶（2023年11月11日、新宿ピカデリー）（しょーた）